# Masrour Barzani
Masrour Barzani (kurdiska: مه‌سروور بارزانی, romaniserad: Mesrûr Barzanî), född 2 mars 1969, är en kurdisk politiker. Han tjänstgör som premiärminister i Kurdistan-regionen, en autonom region i Irak, sedan 23 juni 2019. Han är också kansler i Kurdistans säkerhetsråd och medlem av Kurdistans demokratiska parti. Han svors in som premiärminister i KRG:s nionde regering den 10 juni 2019, efter att ha fått; 87 röster av 97 lagstiftare i Kurdistans parlament. Masrour är son till den tidigare presidenten Massoud Barzani och kusin till den nuvarande presidenten Nechirvan Barzani.
Han gick med i de kurdiska motståndskämparna, kända som Peshmerga eller "de som möter döden", 1985 vid 16 års ålder. Han deltog aktivt i slaget vid Khwakurk mot Saddam Husseins armé 1988. Han deltog också i upproret 1991 mot Saddam Hussein efter det första Gulfkriget och filmade båda händelserna.